# Fairfield (Alabama)
Fairfield é uma cidade localizada no estado americano do Alabama, no Condado de Jefferson.

## Geografia
De acordo com o United States Census Bureau, a cidade tem uma área de 9 km², onde todos os 9 km² estão cobertos por terra.

### Localidades na vizinhança
O diagrama seguinte representa as localidades num raio de 8 km ao redor de Fairfield.

## Demografia
Segundo o censo nacional de 2010, a sua população é de 11 117 habitantes e sua densidade populacional é de 1 236,97 hab/km². É a cidade mais densamente povoada do Alabama. Possui 4 935 residências, que resulta em uma densidade de 549,11 residências/km².